# پالرمو یا وولفسبورگ
پالرمو یا وولفسبورگ (آلمانی: Palermo oder Wolfsburg) یک فیلم به کارگردانی ورنر شروتر است که در سال ۱۹۸۰ منتشر شد. از بازیگران آن می‌توان به آیدا دی بندتو و اتو سندر اشاره کرد. این فیلم در ۱۹۸۰، برنده خرس طلایی از جشنواره فیلم برلین شده است.